# Формный процесс
Формный процесс — комплекс действий по изготовлению печатных форм, с которых затем изготавливаются типографские оттиски (на бумагу, ткань или иные носители).
В механических печатных процессах формным процессом являлось изготовление целых печатных досок (ксилография) или отдельных литер из глины, дерева, металлов.
При переходе к цифровым технологиям полиграфии в процесс добавилось изготовление фотографических форм с последующим изготовлением с них форм механических или — при переносе оттиска иными способами, например, струйной или лазерной печатью — без них.